# خليل فونغ
خلـيل فونغ (بالإنجليزية: Khalil Fong) (بالصينية: 方大同) هو مغني وكاتب أغاني أمريكي وصيني، ولد في 14 يوليو 1983 في مقاطعة كاواي في الولايات المتحدة.

## وصلات خارجية
- الموقع الرسمي
- خليل فونغ على موقع IMDb (الإنجليزية)
- خليل فونغ على موقع ميوزك برينز (الإنجليزية)